# ضريبة الدخل في المغرب
الضريبة على الدخل في المغرب هي ضريبة مباشرة تم إحداثها بمقتضى قانون 21 نونبر 1989، وقد شرع في تطبيقها ابتداء من فاتح يناير 1990، وهي ضريبة تطبق على دخل وأرباح الأشخاص الطبيعيين وكذا المعنويين الذين يولد نشاطهم أرباحًا والذين لم يختاروا الخضوع للضريبة على الشركات. وفقًا لإحصائيات وزارة الاقتصاد والمالية المغربية شكلت الضريبة على الدخل في المغرب ٪24 من إيرادات الدولة الضريبية في عام 2010.
تم استبدال ضريبة الدخل العامة (I.G.R) المقدمة في عام 1989 بضريبة الدخل (IR) وذلك منذ 1 يناير 2006

## مستجدات

### قانون المالية لسنة 2018
- بموجب قانون المالية لسنة 2018، تم الإعفاء من الضريبة على الدخل على التعويضات المحكوم بها في إطار مسطرة التحكيم في نزاعات الشغل،[4]

### قانون المالية لسنة 2019
- بموجب قانون المالية لسنة 2019، سيتم إعفاء المجندين في الخدمة العسكرية الاجبارية من الضريبة على الدخل في السنة الأولى الممثلة لبداية الخدمة.[5]
- إعفاء المتقاعدين المتوفرين على أكثر من معاش لا يتجاوز مجموع مبلغه الصافي الخاضع للضريبة السقف المعفى من الإدلاء باللإقرار السنوي بمجموع الدخل[6]
- إخضاع العقارات التي يتجاوز سعرها أكثر من 4 ملايين درهم للضريبة على الدخل بنسبة 3٪ كحد أدنى ابتداء من عام 2020 بموجب المادة 144 –II، من المدونة العامة للضرائب،[7]
- استفادة أصحاب العقارات المؤجرة من نسبة ضرائب على الدخل تبلغ 10 ٪ للدخل الأقل من 120،000 درهم و15 ٪ للدخل الذي يعادل أو يتجاوز 120،000 درهم.[8][9]